# Canace
Canace (in greco antico: Κανάκη?, Kanákē) è un personaggio della mitologia greca.

## Genealogia
Esistono due differenti tradizioni su Canace, tanto da far ritenere che possa trattarsi di due personaggi distinti: Secondo Esiodo e Apollodoro, Canace era la figlia di Eolo, (il re di Tessaglia) e di Enarete e fu amata da Poseidone che la rese madre di Aloeo, Epopeo, Opleo, Nireo e Triopa.
Secondo autori successivi come Ovidio e Igino, Canace fu figlia di un altro Eolo, il figlio di Poseidone e re delle Isole Eolie e di sua moglie Anfitea. Questa Canace ebbe un rapporto incestuoso con il fratello Macareo e divenne madre di Anfissa.. Il mito prevalente su Canace riguarda questa seconda figura.

## Mitologia
Il mito di Macareo e Canace è contraddittorio in quanto parla dell'uccisione di un loro figlio ma non ne specifica ne il nome ne il sesso, così da una parte esiste una leggenda relativa alla figlia Anfissa adulta e contemporaneamente quella di un neonato ucciso.
Fu costretta dal padre a uccidersi come punizione per essersi innamorata di suo fratello Macareo (re di Tirrenia), da cui ebbe un figlio. Per quanto avesse nascosto la nascita del bimbo al padre, fu un vagito del piccolo a insospettirlo e a determinarne la punizione. Il padre fece consegnare una spada alla figlia, affinché si uccidesse. Macareo, invece, fuggì a Delfi, dove fu fatto sacerdote di Apollo.
La storia è raccontata da Ovidio nelle Eroidi, dove Ovidio scrive anche di un bambino maschio che fu fatto a pezzi da bestie feroci dopo essere stato esposto dal padre dei due amanti (Eolo).
Secondo Pausania, Anfissa fu amata da Apollo e di lei esiste una tomba nella città di cui lei è l'eponima.

## Opere derivate
Sperone Speroni, esponente più estremo del classicismo padovano cinquecentesco, scrisse la tragedia Canace secondo i dettami della Poetica aristotelica. L'opera fu letta presso la patavina Accademia degli Infiammati nel 1542.